# Punga Mare
Pungino more (Punga Mare) je jezero u sjevernoj polarnoj regiji Titana, najvećeg Saturnovog mjeseca. Nakon Krakenovog mora i Ligejskog mora, treće je najveće poznato tijelo tekućine na Titanu. Sastoji se od tekućih ugljikovodika (uglavnom metana i etana). More je smješteno gotovo uz sjeverni pol na 85,1 °S, 339,7 °Z, te je dugo otprilike 380 km (236 milja), veće od duljine Viktorijinog jezera na Zemlji. Njegov imenjak je Punga, u māorskoj mitologiji predak morskih pasa, rasa i guštera i sin Tangaroe, boga mora.  

## Vanjske poveznice
- Označena karta Titanove sjeverne polarne regije na temelju radarskih slika, koja pokazuju jezera i mora